# Aleksandrówka (Pierożki)
Aleksandrówka – kolonia wsi Pierożki w Polsce, położona w województwie podlaskim, w powiecie sokólskim, w gminie Szudziałowo.
W latach 1975–1998 kolonia administracyjnie należała do województwa białostockiego.